# Herman Rosse
Hermann Rosse (født 1. januar 1887, død 13. april 1965) var en hollandsk-amerikansk arkitekt, maler og scenograf.
Han vandt en Oscar for bedste scenografi for sit arbejde på filmen Jazzkongen.